# Hartmut Michel
Hartmut Michel (sinh 18 tháng 7 năm 1948) là nhà hóa sinh người Đức đã đoạt giải Nobel Hóa học năm 1988, chung với Johann Deisenhofer và Robert Huber.

## Tiểu sử
Ông sinh tại Ludwigsburg, Württemberg, là con của Karl và Frieda Michel. Năm 1969, sau khi thi hành nghĩa vụ quân sự, ông vào học môn hóa sinh ở Đại học Tübingen. Năm cuối đại học làm việc ở phòng thí nghiệm của Dieter Oesterhelt về hoạt động ATPase của halobacteria (vi khuẩn cổ ưa mặn). Năm 1975, ông theo Dieter Oesterhelt tới nghiên cứu ở Đại học Würzburg, và tháng 6 năm 1977, ông đậu bằng tiến sĩ ở đây.
Năm 1986, ông được trao giải Gottfried Wilhelm Leibniz của Deutsche Forschungsgemeinschaft (Nhóm các nhà nghiên cứu Đức), một giải thưởng cao nhất của Đức về nghiên cứu.

## Sự nghiệp
Sau đó ông nghiên cứu về việc kết tinh của các protein màng - cần thiết cho việc làm sáng tỏ cấu trúc của chúng bằng Tinh thể học tia X.
Năm 1988, ông được trao giải Nobel Hóa học chung với Johann Deisenhofer và Robert Huber. Ba nhà khoa học này đã xác định được cấu trúc 3 chiều của một phức hệ protein được tìm thấy trong một số vi khuẩn quang hợp. Phức hệ protein màng này - được gọi là trung tâm phản ứng quang hợp (photosynthetic reaction center) – được biết là đóng một vai trò quyết định trong việc khởi xướng một kiểu quang hợp đơn giản. Từ năm 1982 tới năm 1985, ba nhà khoa học trên đã sử dụng Tinh thể học tia X để xác định cách sắp xếp chính xác của hơn 10.000 nguyên tử tạo thành phức hệ protein. Nghiên cứu của họ đã làm tăng sự hiểu biết tổng quát về các cơ chế của sự quang hợp và cho thấy sự tương đồng giữa các quá trình quang hợp của thực vật và của vi khuẩn, và lập ra một phương pháp học cho việc kết tinh các protein màng.
Từ năm 1987 ông làm giám đốc Phân ban Sinh học màng phân tử ở Viện Lý sinh học Max Planck tại Frankfurt am Main, Đức, và làm giáo sư môn hóa sinh ở Johann Wolfgang Goethe University tại Frankfurt.

## Giải thưởng
- Giải Gottfried Wilhelm Leibniz (1986)
- Giải Nobel Hóa học (1988)